# Djurvälfärd

Visualisering över de tre perspektiven

Djurvälfärd är ett djurs subjektiva upplevelse av sin situation, samt ett synsätt att djur skall ha ett värdigt liv med bra levnadsvillkor. 

## Livskvalitet – en subjektiv bedömning
När man diskuterar ämnet djurvälfärd brukar man prata om djurets livskvalitet.  
Tre sätt att närma sig frågan om livskvalitet har framställts av de kanadensiska djurvälfärdsprofessorerna David Fraser och Ian Duncan år 1997:
1. Hur djuret känner – det ska uppleva bekvämlighet, tillfredsställelse och de vanliga förnöjelserna i livet samtidigt som djuret ska vara rimligt fritt från långvarig eller stark smärta, rädsla, svält och andra obehagliga tillstånd.
2. Biologiska funktioner hos djuret – det ska frodas, vara kapabelt till normal tillväxt och reproduktion samt rimligt fritt från sjukdom, skada, näringsbrist och avvikelser i beteendet och fysiologin.
3. Naturligt liv för djuret – det ska hållas i rimligt naturliga miljöer samt tillåtas utveckla och använda sina naturliga anpassningar och förmågor.

Dessa tre faktorer går ofta hand i hand, men inte alltid. Vilken faktor som anses viktigast varierar exempelvis beroende på vilket perspektiv personen i fråga har och vilken situation det gäller och är därför en subjektiv uppfattning. Ett exempel är höns i bur där producenten kan anse att välfärden är hög ur synvinkeln om biologiska funktioner då de äter bra, värper mycket, har godtaglig fysisk hälsa samt hygienen i systemet är god. Å andra sidan kan man ur ett perspektiv med djurens känslor i fokus anse att djurvälfärden är låg, då hönsen utsätts för en trång och understimulerande miljö som förmodligen leder bland annat till att de blir stressade och upplever frustration över att inte kunna kontrollera sin miljö. Även ur det naturliga perspektivet skulle man anse att dessa höns har en låg välfärd då de inte lever som de skulle ha gjort i vilt tillstånd.

## De fem friheterna
Det har gjorts många försök att finna en vetenskaplig definition av djurvälfärd som kan underlätta objektiva diskussioner av dessa komplexa frågor. Den mest utbredda definitionen idag internationellt har blivit de Fem Friheterna för Djurvälfärd (The Five Freedoms for Animal Welfare). Om dessa friheter uppfylls anses djuren ha en god välfärd. Ruth Harrison publicerade 1964 en mycket uppmärksammad bok med titeln Animal Machines. I boken beskrevs hur djuren användes som högproducerande maskiner. Boken gjorde starkt intryck och ledde till att en rådgivande enhet bildades, Farm Animal Welfare Council (FAWC), som skulle hjälpa regeringen med rådgivning. Där försökte man sammanställa de viktigaste principerna för djurvälfärd. En av medlemmarna, John Webster, professor i djurhållning och forskare från Bristols universitet, sammanställde de Fem Friheterna i deras nuvarande form. I sin helhet skrivs De Fem Friheterna såhär:
1. Frihet från hunger och törst genom tillgång till färskt vatten och en diet som upprätthåller fullständig hälsa och kraft.
2. Frihet från obehag genom att ordna med en lämplig miljö som inkluderar skydd och en komfortabel viloplats.
3. Frihet från smärta, skada och sjukdom genom förhindrande av detta eller snabb diagnos och behandling.
4. Frihet att utföra naturligt beteende genom att tillgodose djurets behov av, tillräckligt utrymme, rätt resurser och sällskap av djurets eget slag.
5. Frihet från rädsla och oro genom att säkra förutsättningar och behandlingar som undviker mentalt lidande.

Välfärd mäts genom att framför allt undersöka djurets fysiska tillstånd, fysiologi och beteende, för att på så sätt få en uppfattning om djurets svar på hur det behandlas. Att föra samman dessa enheter till ett enskild mått på djurvälfärd är idag en svårighet som än så länge saknar en lösning.

## Beteendeparametrar för bedömning av ett djurs välfärd
Alla varelser har artspecifika beteenderepertoarer som har utvecklats under evolutionens gång. Då djurhållningen begränsar deras förmåga att utföra viktiga beteenden resulterar det i välfärdsproblem, vilket gör att beteende är en god indikator på djurens välfärd. En stor fördel med att ha beteende som mått på djurvälfärd är att man kan se förändringar i ett tidigt stadium. Djuren har ofta försökt att förändra sitt beteende för att undkomma den obehagliga situationen, innan de slutar äta eller utvecklar sjukdom. För att mäta beteenden behövs inga särskilda instrument, det räcker med en god iakttagelseförmåga och kunskap om djurartens naturliga beteende.

### Vad är ett naturligt beteende?
Enligt definitionen är ett naturligt beteende ett beteende som individen är starkt motiverad att utföra och som ger en funktionell återkoppling.
För att förklara begreppet närmare kan man använda sig av bilden nedan. Så länge individen fungerar enligt nedanstående modell är det ett naturligt beteende. Men då någon kedja i modellen bryts blir det istället ett onormalt beteende.
När djuret får ett yttre (som till exempel syn, hörsel) eller inre (som till exempel: känsla, hunger) stimulus motiveras det att utföra ett beteende. Motivationen att utföra ett naturligt beteende är ofta väldigt stark, när möjligheten att utföra dessa beteenden begränsas visas indikatorer på välfärdsproblem så som stereotypier.

### Stereotypier
Stereotypier är en av de viktigaste indikatorerna på långvariga välfärdsproblem.
När djuren hålls under sådana förhållanden att de inte kan utföra beteenden de är starkt motiverade för uppstår frustration som leder till stereotypier. Stereotypier är rörelser som under lång tid upprepas på samma, eller liknande, sätt. Dessa beteenden syns aldrig i det vilda och de är onormala. Det stereotypa beteendet i sig har ingen funktion. Ett exempel på stereotypt beteende är krubbitning, vilket uppstår när hästen inte får utföra sitt födosöksbeteende, detta kan inträffa då hästen hålls inne i box.

### Tomgångshandling
Tomgångshandlingar uppstår när ett starkt motiverat beteende utförs, men utan stimuli och yttre resultat. En sugga är väldigt motiverad att bygga ett bo innan grisning, då material för bobyggnad saknas utför hon fortfarande samma beteende fast utan material.
Ett annat exempel på reflexhandling hos djur, vilket saknar mening under rådande omständigheter, är att en hund efter tarmtömning sprätter med baktassarna även på hårt underlag.

### Apati
Ett annat tydligt tecken på försämrad välfärd är minskad aktivitet, synbar omedvetenhet om och ointresse för den omgivande världen, även kallat apati.

### Aggression
Aggression tycks vara ett av de mest närliggande beteendena när djur upplever obehag.
Det aggressiva djuret behöver inte alltid vara stressat, utan kan tvärtom undvika att bli stressad genom sitt beteende. Däremot kan miljöer och situationer som leder till mycket aggression vara ett tecken på att djuren är belastade.

### Tecken på bra djurvälfärd
Ett bra tecken på att välfärden är hög, är att djuret visar ett brett spektrum av sina naturliga beteenden, även om det bara upptar en begränsad del av djurets tid.  till exempel att de utför kroppsvårdande beteenden som ger en blank och fin päls eller en välvårdad fjäderdräkt.